# Charles Crichton
Charles Ainslie Crichton (* 6. August 1910 in Wallasey, Cheshire, England; † 14. September 1999 in South Kensington, London, England) war ein britischer Filmregisseur, Filmeditor, Drehbuchautor und Produzent.

## Leben
Ab den 1930er-Jahren war Crichton zunächst als Editor in England tätig und war verantwortlich für den Filmschnitt von Alexander Kordas Produktionen Sanders of the River (1935), Was kommen wird (Things to Come, 1936), Elephant Boy (1937) und Der Dieb von Bagdad (The Thief of Bagdad, 1940).
1941 inszenierte er mit The Young Veterans seinen ersten Kurzfilm als Regisseur und 1944 für die Ealing Studios seinen ersten Kinofilm. Im Folgejahr führte er bei der Episode The Golfing Story des klassischen Horrorfilms Traum ohne Ende (Dead of Night) Regie. Crichtons Lieblingsgenre wurde die groteske Komödie, wie er es in Die kleinen Detektive (Hue and Cry, 1947), Das Glück kam über Nacht (The Lavender Hill Mob, 1951), Titfield-Expreß (The Titfield Thunderbolt, 1953) und The Battle of the Sexes (1959) gepfeffert mit schwarzem Humor bewies.
Ab 1960 arbeitete er vermehrt fürs Fernsehen, führte unter anderem bei einigen Episoden der Serie Mondbasis Alpha 1 sowie fünf Episoden der Serie Mit Schirm, Charme und Melone Regie. Crichton hatte jedoch 1988 mit Ein Fisch namens Wanda (A Fish Called Wanda) mit John Cleese und Kevin Kline ein phänomenales Comeback. Crichton wurde für Academy Awards für die beste Regie und das beste Drehbuch nominiert, Kline gewann den Oscar als bester Nebendarsteller.
Crichton starb einen Tag nach dem Datum, an dem in der von ihm mit inszenierten Serie Mondbasis Alpha 1 der Mond die Erdumlaufbahn verließ.

## Filmografie (Auswahl)
Als Filmeditor
- 1935: Bosambo
- 1936: Was kommen wird (Things to Come)
- 1937: Elefanten-Boy (Elephant Boy)
- 1940: Der Dieb von Bagdad (The Thief of Bagdad)
- 1942: Die Blockade (The Big Blockade)

Als Regisseur
- 1945: Traum ohne Ende (Dead of Night)
- 1947: Die kleinen Detektive (Hue and Cry)
- 1951: Das Glück kam über Nacht (The Lavender Hill Mob)
- 1952: Ein Kind war Zeuge (Hunted)
- 1952: Titfield-Expreß (The Titfield Thunderbolt)
- 1953: Liebeslotterie (The Love Lottery)
- 1954: Das geteilte Herz (The Divided Heart)
- 1956: Versuchsmaschine CB 5 (The Man in the Sky)
- 1958: Flut der Furcht (Floods of Fear) – auch Drehbuch
- 1958: Herzlich willkommen im Kittchen (Law and Disorder)
- 1959: Mister Miller ist kein Killer (The Battle of the Sexes)
- 1961: Die gestohlene Million (The Boy Who Stole a Million)
- 1965: Wer einen Tiger reitet (He Who Rides a Tiger)
- 1979: Alien Attack: Die Außerirdischen schlagen zu (Alien Attack)
- 1987: Ein Fisch namens Wanda (A Fish Called Wanda)